# Catocala propinqua
Catocala propinqua là một loài bướm đêm trong họ Erebidae.